# Chwarae Teg
Chwarae Teg (en galés, "Juego limpio") es una organización benéfica con sede en el Reino Unido que trabaja en Gales para apoyar el desarrollo económico de las mujeres y colabora con empresas y organizaciones para desarrollar y mejorar las prácticas laborales.

## Historia
Chwarae Teg fue lanzado por un consorcio en 1992 en Gales del Sur, y Jane Hutt, ahora ministra del Gobierno de Gales, fue nombrada su primera directora.
En 2009, Chwarae Teg lanzó su proyecto patrocinado por el Fondo Social Europeo y el Gobierno de Gales, Agile Nation (más detalles a continuación). El proyecto, denominado "proyecto n.º 1 de Chwarae Teg Agile Nation", se completó en marzo de 2015.
El 22 de julio de 2015, Chwarae Teg lanzó su último proyecto patrocinado por el Fondo Social Europeo y el Gobierno de Gales, "Agile Nation # 2".

## Actividades

### Nación ágil
Lanzado en 2009 y completado en marzo de 2015, el proyecto Chwarae Teg Agile Nation tenía como objetivo promover la igualdad de género, apoyar el avance profesional de las mujeres y contribuir a la reducción de la brecha salarial de género. Agile Nation fue un proyecto de £ 12,5 millones financiado por el Fondo Social Europeo y el Gobierno de Gales.
El proyecto tiene dos programas de formación: Ascent (dirigido a mujeres individuales) y Evolve (dirigido a empleadores). Desde su lanzamiento, han ayudado a más de 2921 mujeres individuales y 504 empresas hasta marzo de 2015.

### Política
La función de políticas de Chwarae Teg monitorea los desarrollos económicos y de la fuerza laboral que impactan en las mujeres y las empresas en todo Gales y brinda asesoramiento a la academia, el gobierno y la industria. Este conocimiento se utiliza para identificar áreas en las que se pueden desarrollar nuevos proyectos específicos para abordar áreas de subrepresentación de mujeres en el lugar de trabajo.

### Afiliación
Chwarae Teg es una organización benéfica registrada que ofrece membresía a individuos, empresas, organizaciones e instituciones.

## Fideicomisarias
Los fideicomisarios de Chwarae Teg son:
- Sandra Busby - Presidenta
- Jeffrey Andrews
- Carol Bogue-Lloyd
- Rachel Cunningham
- David Pritchard
- Susan Lane
- Dr Anita Shaw
- Catherine Thomas
- Alison Thorne
- Christopher Warner
- Sian Wiblin

## Ex directores ejecutivos
- Jane Hutt (1992–1999)
- Ruth Marks (1999–2005)
- Marcella Maxwell (2006–2008)
- Katy Chamberlain (2008–2012)
- Joy Kent (2013-2016)

## Anteriores presidentes
- Jane Jones
- Elan Closs Stephens CBE
- Gwenda Williams
- Jacky Tongue
- Debbie Green